# Christa Neuper
Christa Neuper (Graz, Áustria, 12 de fevereiro 1958) é psicóloga formada pela Universidade de Graz. Christa Neuper é a primeira mulher na história de 426 anos da Universidade de Graz a ser eleita como sua reitora (29 de abril de 2011). 
Após seu doutorado em 1984, Neuper atuou na pesquisa e ensino no Instituto de Psicologia da Universidade de Graz e no Instituto de Engenharia Biomédica, da Universidade Técnica de Graz. Em 2002 concluiu sua livre docência na Universidade de Graz, onde em 2005 foi nomeada como professora de psicologia aplicada e interfaces homem-máquina. Neuper foi nomeada em vários cargos de direção nas duas universidades, assumindo inclusive a presidência do Instituto de Análise Semântica de Dados na Universidade Técnica de Graz, e a direção do Instituto de Psicologia da Universidade de Graz.
Christa Neuper é a presidente da „Initiative Gehirnforschung Steiermark INGE-St“, uma associação acadêmica voltada para a promoção da investigação neurocientífica na Estíria.
Christa Neuper é casada, e mãe de dois filhos adultos.